# Улица Водников (Москва)
У́лица Во́дников (название с 26 августа 1960 года) — улица в Северо-Западном административном округе города Москвы на территории района Покровское-Стрешнево.

## История
Улица получила своё название 26 августа 1960 года в честь водников — специалистов, обслуживающих гидротехнические сооружения канала имени Москвы.

## Расположение
Улица Водников проходит от Волоколамского шоссе между рекой Химкой и шлюзом № 8 канала имени Москвы на юго-запад параллельно каналу, поворачивает на юго-восток и проходит вдоль канала. У северного конца улицы расположены верхние ворота шлюза, у южного — средние. С запада от улицы проходят пути Рижского направления Московской железной дороги. Нумерация домов начинается от Волоколамского шоссе.

## Примечательные здания и сооружения
По нечётной стороне:

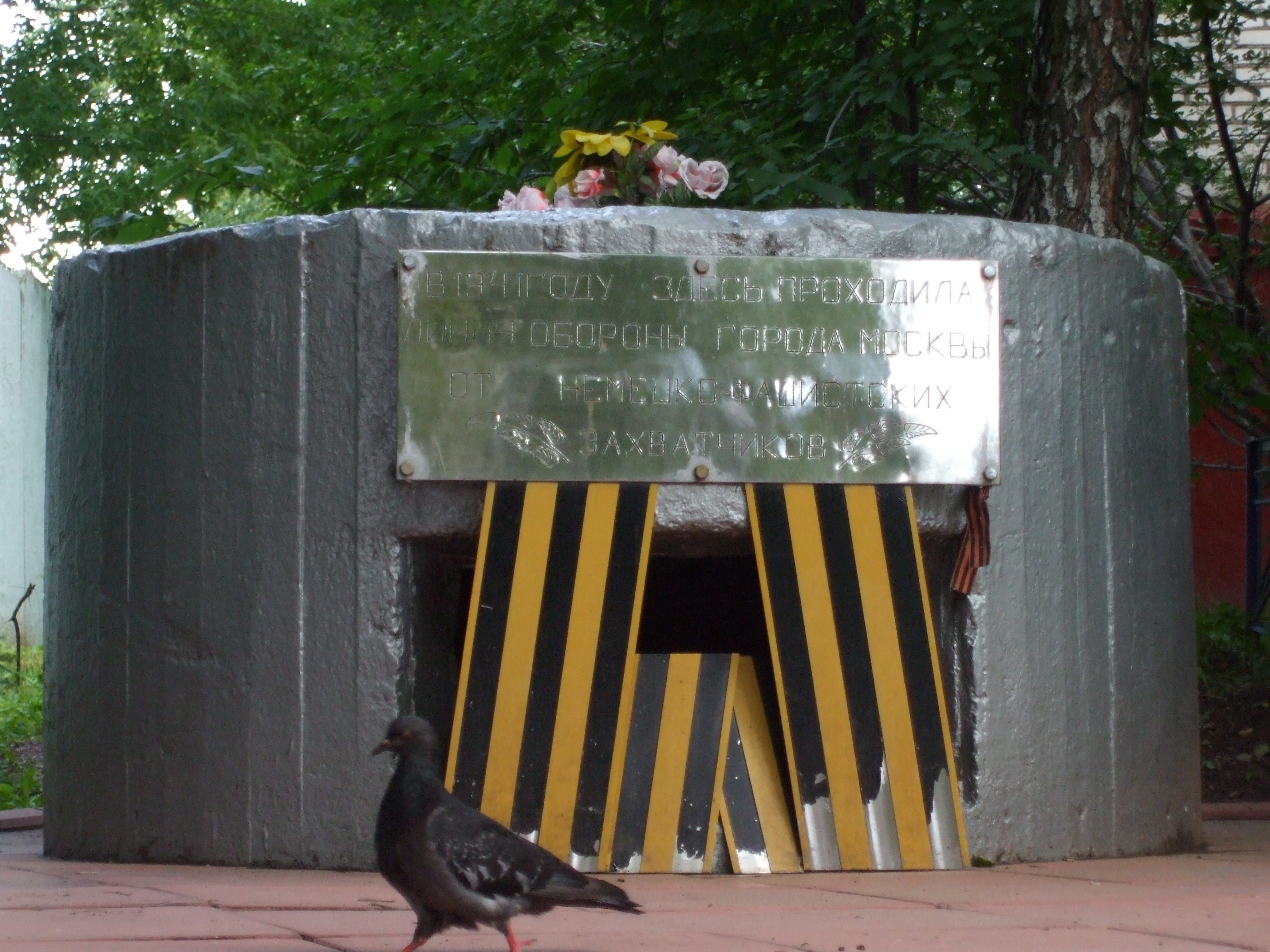
ДОТ между д. 1 и д. 3

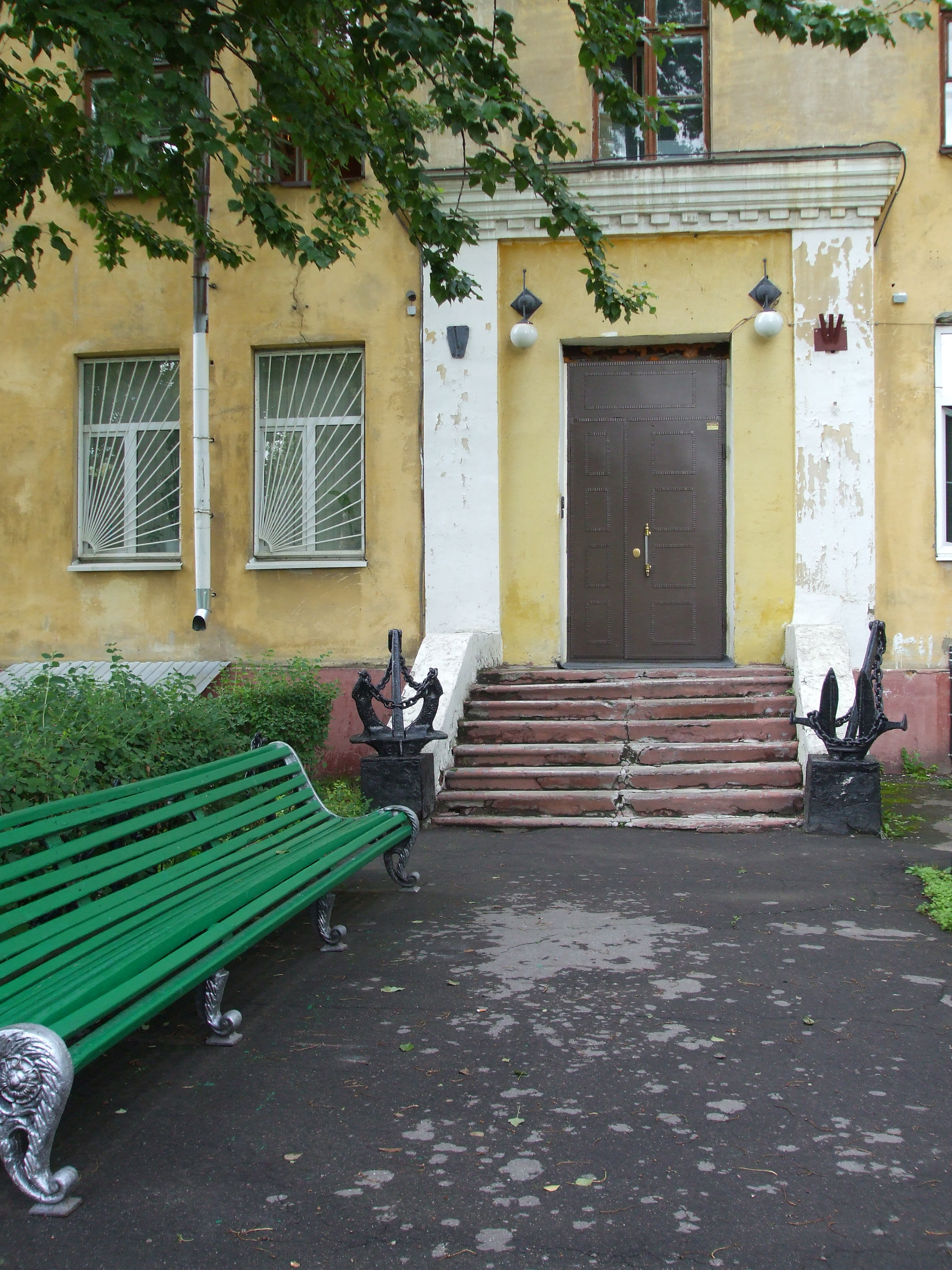
Государственная речная судоходная инспекция Московского бассейна (д. 16)

- ДОТы последнего рубежа обороны Москвы — между д. 1 и д. 3 и за д. 7.

По чётной стороне:
- д. 16 — Государственная речная судоходная инспекция Московского бассейна.

## Транспорт

### Наземный транспорт
По улице Водников не проходят маршруты наземного общественного транспорта. У северного конца улицы, на Волоколамском шоссе, расположена остановка «Канал имени Москвы» трамвая № 6.

### Метро
- Станция метро «Спартак» Таганско-Краснопресненской линии — расположена западнее улицы, на Тушинском поле вблизи стадиона «Открытие Арена».
- Станция метро «Тушинская» Таганско-Краснопресненской линии — северо-западнее улицы, на проезде Стратонавтов.

### Железнодорожный транспорт
- Станция Тушино Рижского направления Московской железной дороги — северо-западнее улицы, между Тушинской улицей и проездом Стратонавтов.